# ماریان آمینوف
ماریان آمینوف (سوئدی: Marianne Aminoff؛ ‏ زاده ۲۱ سپتامبر ۱۹۱۶ – درگذشته ۱۴ آوریل ۱۹۸۴) بازیگر اهل سوئد بود.
از فیلم‌ها یا برنامه‌های تلویزیونی که وی در آن نقش داشته‌است، می‌توان به آخرین ماجرا، فانی و الکساندر، سونات پاییزی، شب ژوئن و چهره به چهره اشاره کرد.